# Bello, onesto, emigrato Australia sposerebbe compaesana illibata
Pour plus de détails, voir Fiche technique et Distribution.
Bello, onesto, emigrato Australia sposerebbe compaesana illibata est un film italien réalisé par Luigi Zampa, sorti en 1971.

## Synopsis
Un émigré italien en Australie souhaiterait épouser une compatriote. Grâce à l'aide d'un prêtre, il entretient un rapport épistolaire avec Carmela, une ancienne prostituée décidée à ne pas révéler son passé. De peur de pas lui plaire physiquement, l'homme lui envoie la photo d'un de ses amis. La désillusion risque d'être cuisante pour Carmela quand celle-ci arrivera en Australie…

## Fiche technique
- Titre original : Bello, onesto, emigrato Australia sposerebbe compaesana illibata (littéralement « Bel et honnête émigré australien épouserait une compatriote célibataire »)
- Réalisation : Luigi Zampa
- Scénario : Rodolfo Sonego et Luigi Zampa
- Musique : Piero Piccioni
- Photographie : Aldo Tonti
- Montage : Mario Morra
- Direction artistique : Flavio Mogherini
- Costumes : Bruna Parmesan
- Production : Gianni Hecht Lucari
- Société de production : Documento Film
- Pays de production :  Italie
- Langue originale : italien
- Genre : comédie
- Format : couleur (Technicolor) - 1,85:1 - mono
- Durée : 113 minutes
- Date de sortie :
  - Italie : 22 décembre 1971

## Distribution
- Alberto Sordi : Amedeo Battipaglia
- Claudia Cardinale : Carmela
- Riccardo Garrone : Giuseppe Bartone
- Corrado Olmi : Don Anselmo
- Angelo Infanti
- Tano Cimarosa
- Mario Brega
- John Cobley
- Mara Carisi
- Eugene Walter

## Distinctions
- David di Donatello 1972 : meilleure actrice pour Claudia Cardinale
- Ruban d'argent 1972 : nomination comme meilleur acteur pour Alberto Sordi